# Бир, Гейвин де
Сэр Гейвин де Бир (англ. Gavin de Beer, 1 ноября 1899 года — 21 июня 1972 года, Нью Малден, Великобритания) — британский зоолог. Известен трудами в области экспериментальной эмбриологии, анатомии и теории эволюции. Автор исторических исследований.
Член Лондонского королевского общества (1940), член-корреспондент Французской академии наук (1952).

## Биография
Детство провел во Франции, где получил образование в парижском École Pascal. Свое образование продолжил в Харроу и Магдален колледж, Оксфорд, который окончил в 1921 г. с дипломом по зоологии. Служил во время Первой мировой войны. Вскоре стал стипендиатом Мертон колледж и начал преподавать в университете на кафедре зоологии. Позже снова служил, во время Второй мировой войны. Работал в разведке, в области пропаганды и психологической войны. Также, во время войны, в 1940 г. он был избран членом Королевского Общества.
С 1940 по 1958 британский эмбриолог Гейвин де Бир опубликовал три издания книги по эмбриологии и эволюции, в которой критиковал биогенетический закон Геккеля. «Рекапитуляция, — написал де Бир, — то есть проявление взрослых предковых стадий на ранних стадиях развития потомков, не имеет места». Более того, «вариации эволюционной значимости могут возникать и возникают на ранних стадиях развития». Другими словами, ранние стадии развития проявляют важные различия, в противовес вере Дарвина в их поразительное подобие. Де Бир приходит к заключению, что рекапитуляция — это «тесный пиджак, стеснявший и задерживавший» эмбриологические исследования.
В 1945 г. стал профессором зоологии. Тогда же занимал должность директора британского Музея естественной истории (с 1950 до 1960). Также написал несколько книг о Швейцарии. В 1958 году получил медаль Дарвина «В знак признания его выдающегося вклада в эволюционную биологию», опирался на него в своих научных работах. Умер 21 июня 1972 г. в Альфристоне, Великобритания.

## Сочинения
- Гейвин де Бир Ганнибал: борьба за власть в Средиземноморье = Hannibal. The Struggle for Power iп the Mediterranean. — Русич, 2005. — 416 с. — (Популярная историческая библиотека) — ISBN 5-8138-0572-9